# Расселение немцев на восток

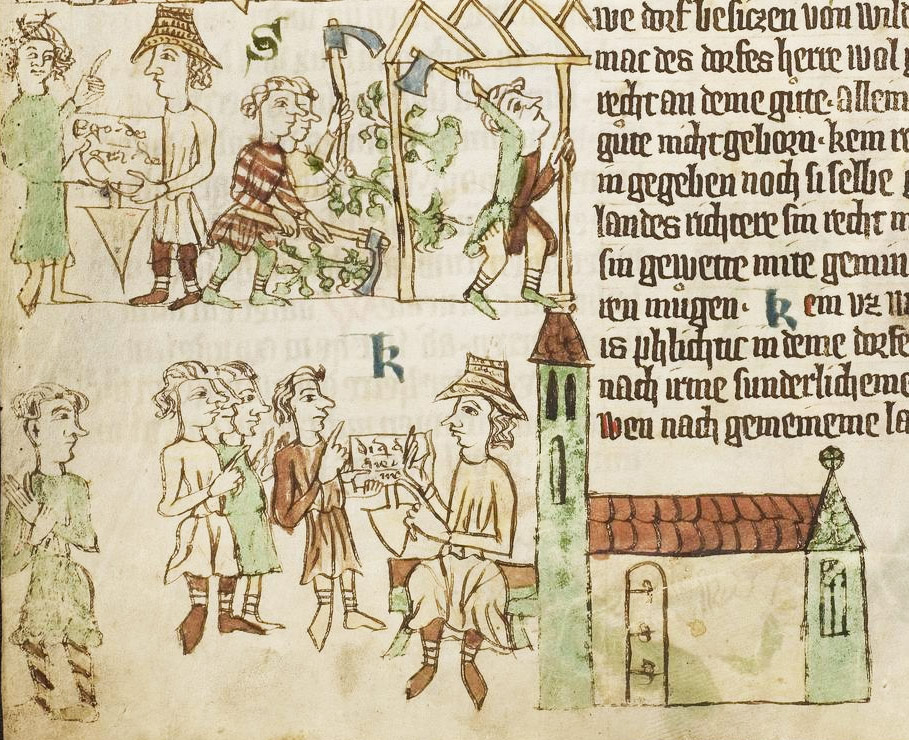
Саксонское зерцало, показывающее расселение немцев на восток. Наверху: Локатор (со специальной шляпой) получает грамоту из рук помещика. Поселенцы рубят лес и строят дома. Внизу: Локатор работает судьёй в деревне.

Расселение на восток (нем. Ostsiedlung) — процесс миграции, расселения немецкого населения из центральных и западных областей Германии и Рейна на Север и Восток Центральной Европы и далее в Восточную Европу — от Словении на юго-востоке до современной Эстонии (Ревель — Таллин) на северо-востоке Европы.
Германская экспансия на протяжении истории Германии была разносторонне направленной. На севере экспансия франкского, а позднее германского государства была обращена в сторону Дании и скандинавских стран со времён Карла Великого (ум. в 814). Завоевателями здесь выступали феодалы, рыцари-крестоносцы и купцы немецких городов, объединённые в Ганзу. На западе завоевания германского государства начались при Генрихе I (ум. в 936). Там до времени правления французского короля Людовика XIV постоянными объектами германской экспансии являлись Бургундия, Эльзас, Лотарингия и устье Рейна. На юге германская экспансия, начавшаяся при Карле Великом и продолжавшаяся до объединения Италии в середине XIX века, выражалась, в частности, в походах германских правителей на Рим (нем. Romfahrt). На востоке германская экспансия была направлена на славян, венгров и народы Прибалтики. Восточное направление экспансии отличалось от других тем, что территориально-политическая экспансия сопровождалась здесь экспансией демографической. Если на других направлениях (против Дании, Франции и Италии) германская экспансия заканчивалась спадом и отступлением, на восточном направлении она продолжалась вплоть до окончания Второй мировой войны в XX веке. Историками XIX века эта тенденция была определена как «натиск на Восток», или в обиходном варианте названия — «Дранг нах Остен».

## Завоевание

### Покорение земливендов
В 1147 году состоялся Вендский крестовый поход (Wendenkreuzzug), в котором приняло участие 150-тысячное германо-польское войско под предводительством Генриха Льва. Пунктом сбора войск саксонских князей при участии польских и датских феодалов стал Магдебург. Покорив языческие славянские племена ободритов и лютичей, крестоносцы заставили их принять христианство; массовое уничтожение славянского населения облегчило процессы ассимиляции и колонизации немецкими поселенцами.

### Прибалтика
Первое появление немцев в Прибалтике относится к началу второй половины XII века. Это были вестфальцы и любчане, которые уже раньше имели свои торговые склады на Готланде, в Висби. Сношения немцев с жителями Прибалтики имели сначала характер исключительно торговый, торговля была меновой. Те из немцев, которые оставались в Прибалтике, поддерживали деятельные сношения со своими соотечественниками; немецкая колонизация принимала все более и более широкий размах.
С торговлей вскоре соединилась и миссионерская деятельность Мейнарда, в конце XII века. Он был первым епископом Ливонии (1186—1196), который начал проповедовать в Икесколе. Новая епископия находилась в зависимости от бременского архиепископа. Распространение христианства встречало в Прибалтике большие препятствия со стороны местного языческого населения. Мейнард неоднократно обращался за помощью к римскому папе; Целестин III обещал ему свое покровительство, проповедовал крестовый поход против ливонских язычников, обещал отпущение грехов всем участникам такого похода.
Более успешной была сначала деятельность второго епископа Ливонии, Бертольда (1196—1199). В 1198 г. большое крестоносное войско высадилось у устья Двины и успешно повело борьбу с язычниками. Но в следующем году немцы были разбиты, а епископ убит.
Окончательное водворение христианства выпало на долю третьего епископа Ливонии, Альберта фон Буксгевдена (1199—1229). Вооружённый апостол ливов, как называли Альберта, заручился помощью и дружбой датского короля Кнуда VI, и ему без особенного труда удалось смирить ливов. Весною 1201 г. он основал новый город — Ригу; первым жителям её он даровал преимущества и перенёс свою туда епископскую кафедру. Для утверждения и распространения христианства на востоке Балтийского моря Альберт основал здесь в 1202 году духовно-рыцарский орден, названный орденом меченосцев.
В 1208 году началось завоевание меченосцами Эстонии.
До 1236 года орден меченосцев не нападал на Литву, хотя сами литовские племена организовывали походы против латгалов, Ордена и епископов или участвовали в них вместе с ливами, земгалами и русскими. Чтобы завоевать Литву или хотя бы её ослабить, а также пресечь помощь литовцев поверженным племенам балтов, 9 февраля 1236 года Папа Григорий IX объявил крестовый поход против Литвы. 22 сентября того же года состоялась битва при Сауле, окончившаяся поражением меченосцев. В 1237 году из остатков ордена меченосцев был создан Ливонский орден как отделение Тевтонского ордена в Ливонии.

### Пруссия
В 1217 году Папой Римским Гонорием III был объявлен поход против прусских язычников, захвативших земли польского князя Конрада I Мазовецкого. Поддавшись уговорам своей русской жены (внучки Игоря Святославича Северского), князь попросил помощи у тевтонских рыцарей, обещав им владение городами Кульм и Добрынь, а также сохранение за ними захваченных территорий. Фридрих II санкционировал начинание золотой буллой 1226 года.
Тевтонские рыцари прибыли в Польшу в 1231 году, обосновавшись на правом берегу Вислы. Здесь была построена первая крепость, давшая рождение городу Торн. В добринской земле закрепился Добринский орден. При продвижении на север был основан ряд замков, в том числе Мариенвердер, Рагнит, Тильзит, Велау, Георгенбург, Дурбен, Кандау, Велюн. Вступив на прусские земли, крестоносцы основали замок Бальга. В 1255 году на землях пруссов был основан замок Кёнигсберг.
Стратегия рыцарей была в основном следующей: они разбивали противостоящие им прусские племенные союзы поодиночке, при этом побежденные использовались в качестве союзников в последующих войнах. Именно это дало возможность очень немногочисленным поначалу тевтонским рыцарям успешно одолеть во много раз превосходящие силы пруссов, и устоять во время общепрусских восстаний 1242—1244, 1260—1262 и 1278—1280 годов, несмотря на помощь, оказываемую пруссам литовцами и князьями Гданьского Поморья.
Замки Орден возводил на месте прусских замков, бывших одновременно племенными центрами. С колонизацией Орденом Пруссии эти замки не потеряли своё привычное для местного населения значение, став административными центрами подконтрольных территорий.

## Мирное переселение
Расселение началось в XII веке с переселения немцев из района среднего Рейна — через Эльбу и прихода в земли восточнее «Саксонского вала» (лат. Limes Saxoniae — бывшей границы между саксонцами и ободритами), заселённые в то время западно-славянскими племенами вагров и ободритов в восточном Гольштейне. Переселение продолжилось в последующие века поселением, независимо друг от друга, разных сословий немецкого общества — свободных крестьян (бауэров), мещан-горожан (бюргеров) и немецкого дворянства, в том числе рыцарства.
Начиная с XII века началось поселение немецких крестьян-колонистов на земли Чешского королевства. Особенно этот процесс усилился во время правления Пржемысла Оттокара I. Немец по матери, он стремился укрепить свои позиции в Священной Римской империи, сближаясь с немецкими князьями. Для этого он стал давать земельные владения немецким феодалам, стремясь заручиться их поддержкой. Кроме того, в Чехии начали селиться и монахи различных духовных орденов (францисканцы и доминиканцы), а также члены духовно-рыцарских орденов, в первую очередь, Тевтонского ордена и тамплиеры. Для немецких колонистов в их поселениях вводилось так называемое «немецкое право», для них существовали свои особые судьи.
Пясты в XIII веке охотно принимали в свои владения немецких поселенцев, которые приносили с собой передовые по тем временам экономические отношения. Постепенно славянское население в Силезии начало онемечиваться. Этот процесс усиливается в последующие столетия — когда Силезия попала под власть Чехии, входившей в то время в Священную Римскую империю. Онемечивание продолжилось, когда Силезия стала частью Пруссии, а потом и Германской империи. В результате к началу XX века Силезия в значительной степени являлась германоязычной территорией и, хотя доля славянского населения была все еще достаточно высока, немецкий был общеупотребительным.

## Хронология
| Время                       | Основные волны экспансии в Средние века и Новое время |
| --------------------------- | --- |
| IX век                      | Борьба феодалов Восточно-Франкского королевства с Великой Моравией. Натиск на хорватские земли, включая Далмацию. |
| X — начало XI века          | Наступление Священной Римской империи на полабских и прибалтийских славян, Польшу и Чехию. |
| 2-я пол. XII — нач. XV века | Завоевание саксонскими и бранденбургскими феодалами полабских и прибалтийских славян; Тевтонским орденом — пруссов. Наступление немецких феодалов, купцов, церкви, Ливонского ордена и Ордена меченосцев на Восточную Прибалтику. Завоевание Габсбургами словенских земель. |
| XVI—XVIII века              | Подчинение Чехии, Венгрии и Хорватии государству Габсбургов. Дальнейшая экспансия на восток Бранденбурга-Пруссии, поглотившей в результате разделов Польши (1772, 1793, 1795) значительную часть польских земель.                                                           |

## Теории обоснования экспансии
При осуществлении экспансии в разное время германские захватчики опирались на различную идеологию. В раннее средневековье политика завоеваний и захватов объяснялась идеологией распространения христианства в среде язычников, хотя захвату подвергались и христианские балто-славянские территории, где уже укоренилось православие. В XII—XIII веках экспансия в Прибалтике и Пруссии прикрывалась идеологией крестоносцев. В средние века существовали социально-правовые доктрины с опорой на ленное право. Патримониальная доктрина позволяла Люксембургской династии, Габсбургам, Гогенцоллернам и другим немецким родам предъявлять наследственные права на Чехию, Силезию, Поморье и Венгрию. В эпоху Просвещения для оправдания захватов служили «интересы государства». 
Разработанная в историографии теория давности оседания германцев в Центральной Европе давала исторические основания для занятия территорий, когда-то колонизированных немцами. С этой теорией связано появление теории движения на Восток (нем. Ostbewegung). Это движение которое рассматривалось как закономерное явление в германской истории. Теория гегемонии давала право германцам господствовать над славянами как представителями низших рас. Геополитическая теория также призвана была объяснить восточно-европейскую экспансию Германии: «пространственная политика» государства обеспечивало «жизненное пространство». Культурная миссия германского народа по отношению к славянам называлась культуртрегерством (нем. Kulturträgertum).

## Оценки

### В немецкой историографии
В немецкой историографии нет единого мнения относительно германской экспансии на востоке. Для немецких историков завоевание полабских славян рассматривалось как проникновение цивилизации и культуры в земли варваров. Германский историк Генрих Зибель в 1859 году, выступив с осуждением итальянской политики средневековой Германии, подлинной задачей германского народа назвал «колонизацию Востока». В 1862 году он заявлял: «…Завоевания на Востоке во всех отношениях отвечали национальным интересам… Германия смогла прочно укорениться на некогда германской и лишь недавно ставшей славянской земле… На фундаменте, заложенном Оттонами, произошло удвоение германской территории и немецкого населения, что в любом отношении следует оценивать как величайшее достижение нашего национального роста». C ним были согласны и другие германские историки, деятельность которых протекала одновременно с созданием Союза содействия германизму в восточных провинциях и Пангерманского союза. В 1930-е годы представление о германской экспансии на востоке сочеталось с разжиганием ненависти к Польше и Чехословакии.

### В западно-славянской историографии
Польские, чешские, словацкие и югославские историки в целом осуждали германскую экспансию на восток, который, по их мнению, сыграл негативную роль в судьбе их народов. В завоевании полабских славян они усматривали их гибель и уничтожение. Историк К. Шайноха в 1861 году впервые выступил против германской экспансии в Центральной Европе. Собранный им материал свидетельствовал о преступлениях германцев против славян в средние века. Писатель Г. Сенкевич перенёс немецко-польский антагонизм из историографии в художественную литературу. Антигерманские настроения поляков в XIX веке сопровождались антипольской политикой Пруссии. В борьбу против «Дранг нах Остен» включились историки Ян Кохановский, Вацлав Собеский и многие другие.
В первой половине XX века комплексным изучением восточной экспансии Германии занимался историк Казимир Тыменецкий, после которого в польской историографии утвердилось представление о «Дранг нах Остен» как в большей мере идеологической, чем исторической проблеме. Появившийся в 1945 году труд З. Войцеховского рассматривал историю польско-германских отношений как десять столетий борьбы. После окончания Второй мировой войны интерес к восточной экспансии Германии возрос. В 1946 году историк Юзеф Фельдман, занимавшийся польско-германскими отношениями, писал: «Если гитлеризму удалось так легко навязать Германии антидемократическую форму власти — разнузданный национализм и расизм, то произошло это потому, что все перечисленные элементы испокон веков таились в германском характере… Мы не верим в существование тех других, добрых немцев, которых подавил Гитлер… Эту добрую Германию надо ещё создать, и главным условием для этого является преобразование психики немецкого народа».

## XX век
После Второй мировой войны немецкое население территорий, переданных другим восточноевропейским государствам (согласно договорам стран-победителей о послевоенном разделе Германии), было депортировано. Оставшиеся части этнического немецкого населения государств Восточной Европы («остзидлеров») были вынуждены эмигрировать в Германию в последующие десятилетия.